# روزنامه جام‌جم (قاجار)
جام‌جم نام یکی از مطبوعات استان فارس در دوران قاجاریه است.
این روزنامه از سال ۱۳۳۳ هـ.ق به وسیله علیرضا روستاییان و رهبر شیرازی، در شیراز به چاپ رسیده است.